# Vermivora chrysoptera
Vermivora chrysoptera là một loài chim trong họ Parulidae.